# Phaps chalcoptera
La paloma bronce común o paloma bronceada común (Phaps chalcoptera) es una especie de ave columbiforme de la familia Columbidae nativa de los bosques del sur de Australia y Tasmania. No se conocen subespecies.

## Descripción

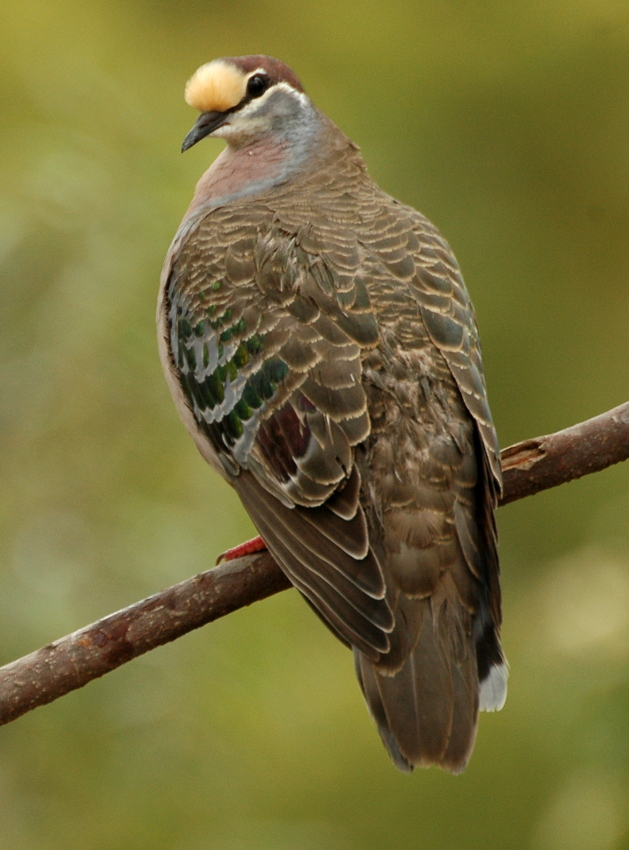
Macho en Queensland.

La paloma bronce común mide de media entre 30 y 36 centímetros de largo. El macho de la especie tiene la frente entre el amarillo claro y el blanquecino amarillento. y el pecho y vientre rosados. Tanto los machos como las hembras se caracterizan por la lista postocular blanca que se prolonga por debajo de los ojos y la lista también blanca que los rodea porn encima. El plumaje de sus partes superiores es principalmente pardo con los bordes de las plumas más claros, lo que le da un aspecto escamado. En las plumas de las alas presenta manchas iridiscentes verdes, rojas o azules, según la incidencia de la luz, a las que debe su nombre común. El plumaje de los juveniles es más discreto, siendo más parduzcos que los adultos.
Raramente se encuentra lejos de una fuente de agua, y suelen desplazarse en parejas o bandadas. Generalmente son cautelosas, y no dejan que otros animales o los humanos se acerquen.

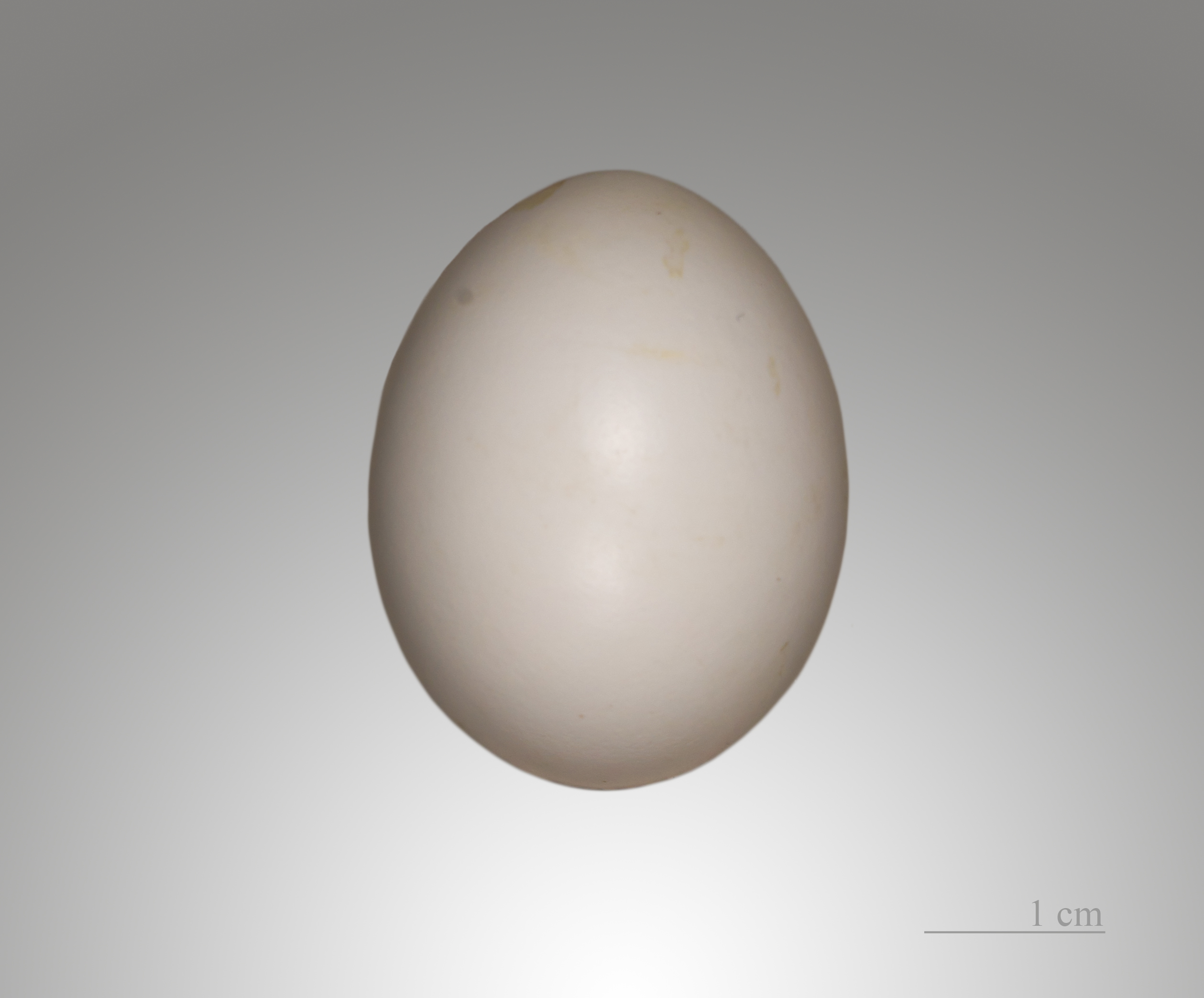
Huevo de paloma bronce común.